# سقوط المرسى الكبير (1505)
الاستيلاء على مرسى الكبير بالأسبانية:Mazalquivir
هو حدث حصل في 13 سبتمبر 1505 حين شنت الإمبراطورية الإسبانية حملتها الأولى في حربها ضد مملكة تلمسان الزيانيدية (في الجزائر حاليًا). وكان المرسى الكبير يشكل طريقًا مفتوحًا للرياح الجنوبية الغربية وملجأً للقراصنة. وكان أيضًا الميناء في المرسى محميًا بقلعة قوية ومسلح تسليحًا قويًا، وقد تعرض المرسى لهجوم سابق من قبل القوات البرتغالية في عامي 1496 و1501 لكن تلك الهجومات بائت بالفشل.

## خلفية
بعد غزو غرناطة في أسبانيا وقمع تمرد ألبوجاراس (1499-1501)، فضل مجموعة من الأسبان بما في ذلك الكاردينال سيسنيروس غزو ساحل شمال إفريقيا لمنع هجمات القراصنة على الساحل الإسباني. كانت مملكة تلمسان في ذلك الوقت يحكمها أبو عبد الله الخامس، والتي كانت المملكة في عهده تعاني من عدم الاستقرار والضعف.

## الاستعدادات

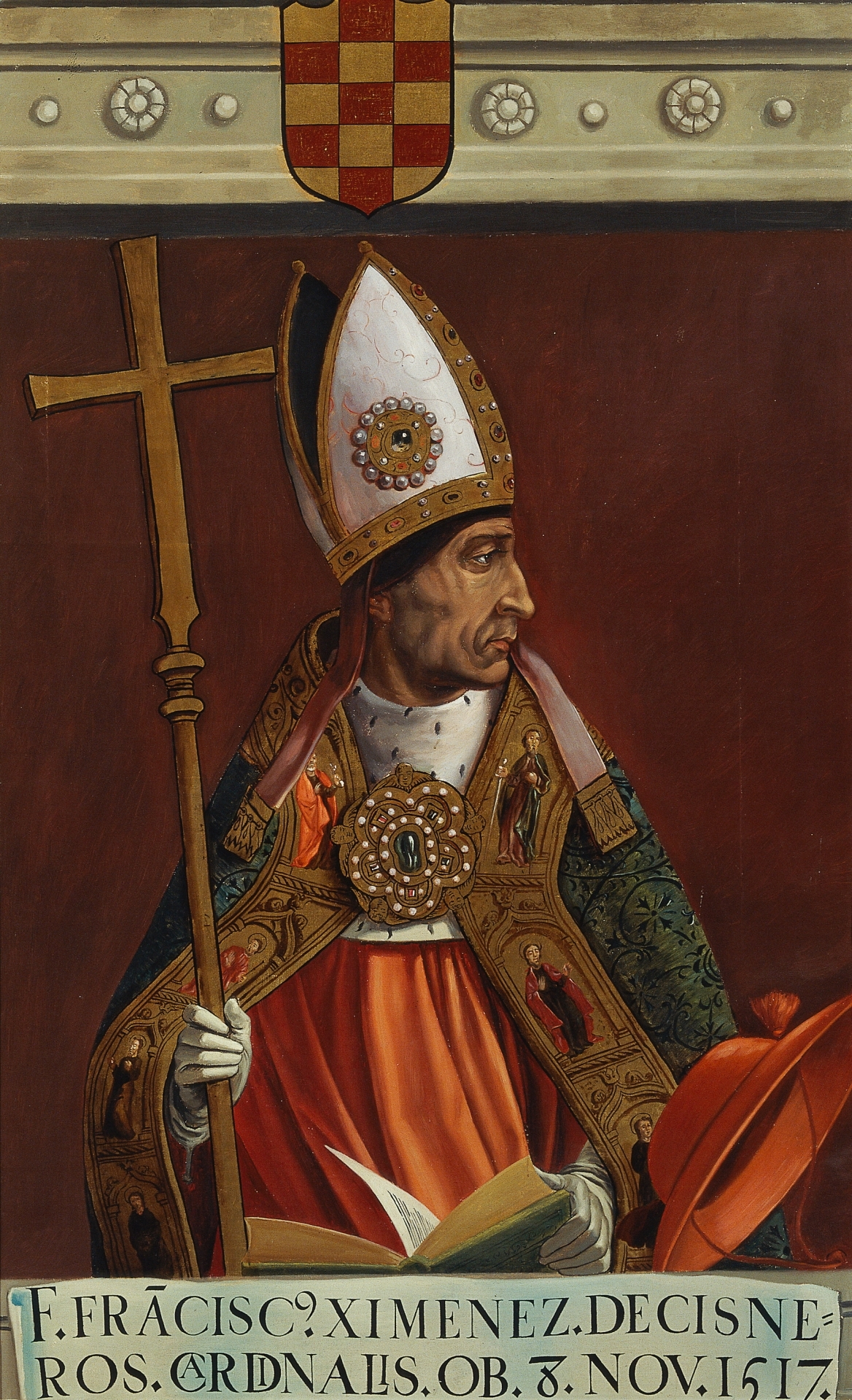
ماتياس مورينو (ج. 1878) الكاردينال فرانسيسكو خيمينيز دي سيسنيروس (متحف برادو).

تم تجهير أسطول مكون من مائة وسبعين سفينة في ميناء مالقة لنقل وتزويد 7000 جندي أسباني. وقد احتل رامون دي كاردونا القيادة البحرية التي كان يرأسها دييغو فرنانديز دي كوردوبا، والذي كان هدفهم هو السيطرة على المرسى الكبير
.
غادرت القوات البحرية ميناء مالقة في 20 أغسطس 1505، لكن بسبب الرياح العكسية القوية عاودت الحملة إلى المجيء للميناء خوفًا من الغرق. حاولت البدء مرة أخرى في 3 سبتمبر، ولكن للسبب نفسه اضطرت للتوقف في ألميريا. أخيرًا في 9 سبتمبر تمكنت من الانطلاق، ووصلت في الحادي عشر على مرمى البصر من ساحل المرسى الكبير.
وفي الجزائر علموا بالحملة الأسبانية من قبل بعض الجواسيس، وركز الجزائريون قواتهم في محيط المرسى الكبير، لكن بسبب تأخير الحملة بسبب الأحوال الجوية أعتقد أهالي تلمسان أن الحملة المتوجهة إليهم فد غيرت وجهتها أو تشتت في البحر بسبب سوء الجو هناك.

## الهجوم
تم الهجوم في 11 سبتمبر عندما أقتربت السفن الأسبانية من سواحل المرسى الكبير وأخضعوها بقصف مكثف حتى نزل المشاة من السفن إلى المرسى حامين أجسادهم بأكياس بعد تراجع التلمسانيين بسبب النيران التي ملأت المكان وصادف الهجوم عاصفة مطيرة غزيرة، حوطت القوات الأسبانية المرسى وتمكنوا من قصف عمق القلعة وسيطروا على المرتفعات هناك حتى تمكنوا من الاستيلاء على المرسى.
في اليوم التالي في 12 سبتمبر هاجم الفرسان الجزائريون المواقع الأسبانية التي سيطروا عليها لكن تم صدهم، أقترح المدافعون عن القلعة هدنة حتى يوم 13 سبتمبر ووعدوا بالاستسلام إذ لم يحصلوا على مساعدة من ملك تلسمان، وبسبب عدم استجابة ملك تلمسان للمدافعين قرروا المغادرة من المكان مع عائلاتهم وممتلكاتهم، لكن بعدها رأى الأسبان جيشًا قادمًا إليهم من الجزائر لمساعدة المقاومين هناك، وبعد أن شاهد الجيش وضع المكان ومغادرة أهالي المرسى والقلعة أماكنهم قرر العودة إلى وهران وبذاك سيطر الأسبان بالكامل على المرسى الكبير.
بقي المرسى حوالي 300 عام تحت السيطرة الأسبانية.